# Крутой (Свердловская область)
Крутой — посёлок в городском округе Верхняя Пышма Свердловской области. Управляется Балтымским сельским советом.

## География
Населённый пункт расположен в истоке реки Крутиха в 7 километрах на северо-восток от административного центра округа — города Верхняя Пышма.

### Часовой пояс
Крутой как и вся Свердловская область, находится в часовой зоне МСК+2. Смещение применяемого времени относительно UTC составляет +5:00.

## Население
| 2002 | 2010 |
| ---- | ---- |
| 48   | ↗52  |

## Инфраструктура
Посёлок разделён на четыре улицы (2-я Железнодорожная, Железнодорожная, Культуры, Станционная).